# Ostrhauderfehn
Ostrhauderfehn är en kommun i det tyska distriktet Leer i det historiska landskapet Ostfriesland i delstaten Niedersachsen. Kommunen har cirka 12 000 invånare.

## Historia
Ostrhauderfehns historia kan sägas börja år 1765 när fem köpmän ansökte hos den preussiske kungen om att få överta ett myrområde i ett av Ostfrieslands fyra historiska områden, Overledingerland, i syfte att anlägga en så kallad fehn-koloni där. Ansökan beviljade i april 1769 och kanaler och avvattningsdiken började anläggas, vilka fortfarande präglar landskapsbilden.
År 1970 slogs Ostrhauderfehn samman med den dåvarande kommunen Holtermoor och i samband med kommunreformen 1973 tillkom även Potshausen och östra Langholt. Därefter har vissa justeringar gjorts av kommungränsen mot Saterland.